# Eingarten
Eingarten ist ein Ort am Rand der Salzkammergut-Berge in der Grenzregion Salzburg zu Oberösterreich und gehört zur Gemeinde Straßwalchen im Bezirk Salzburg-Umgebung. Zu Eingarten gehört auch Ederbauer mit der ehemaligen Westbahn-Haltestelle.

## Geographie
Der Ort befindet sich 5 Kilometer östlich von Straßwalchen und 7½ Kilometer westlich von Frankenmarkt. Hier treffen das Vöcklatal östlich und das Irrsee-Gebiet südlich zusammen, nordwestlich führt es über Straßwalchen in das Mattigtal und das Salzburger Seengebiet. Nördlich liegt der Hausruck-und-Kobernaußerwald-Zug des Alpenvorlandes, südlich dies Mondseer Flyschberge der Salzkammergutberge. Eingarten bildet eine Passhöhe der Pfortenlandschaft Straßwalchen–Frankenmarkt, im Riedel vom Hochfeld südlich zum Watzlberg westlich. Bei Eingarten entspringt der Hainbach, der dann westwärts über Straßwalchen und dann nordwärts über den Schwemmbach zur Mattig und bei Braunau dem unteren Inn geht. Östlich fließt der Weinbach, der beim Nachbarort Schwandt entspringt, und hinter dem Waldgebiet Langholz bei Schwaigern in die Vöckla mündet, einem Nebenfluss der Traun bei Vöcklabruck. Die beiden Seiten dieser Wasserscheide treffen sich erst in Linz wieder. Nördlich bei Nößlthal geht der Kirchhamer Bach ebenfalls zur Vöckla, die Wasserscheide bildet um Eingarten einem scharfen Bogen. Die Einsattelung bildet mit 612 m ü. A. den tiefsten Punkt des Riedels, südlich liegt der Wald Ecker Holz. An der Wasserscheide nördlich passiert auch die oberösterreichische Landesgrenze, läuft dann aber ostwärts weiter an den Eisbach bei Volkerding.
Den Ort Eingarten selbst bilden etwa 30 zerstreute Häuser beiderseits am Sattel. Hier verläuft die Westbahn (km 278–279), direkt am Sattel liegt die Haltestelle Ederbauer. Direkt nördlich passiert die B1 Wiener Straße bei Haid, wo sie ihre Passhöhe hat. Beide gehören (mit der A1 südlich bei Mondsee) zu den wichtigsten österreichischen Ost-West-Verbindungen.
| Haid        | Haberpoint Nößlthal (beide Gem. Pöndorf, Bez. Vöcklabruck, OÖ) | Unterreith (Gem. Pöndorf, Bez. Vöcklabruck, OÖ) |
| Aigelsbrunn | Kompassrose, die auf Nachbargemeinden zeigt                    | Voglhub Bruckmoos                               |
| Eck         | Schwandt                                                       | Winkl                                           |

## Geologie

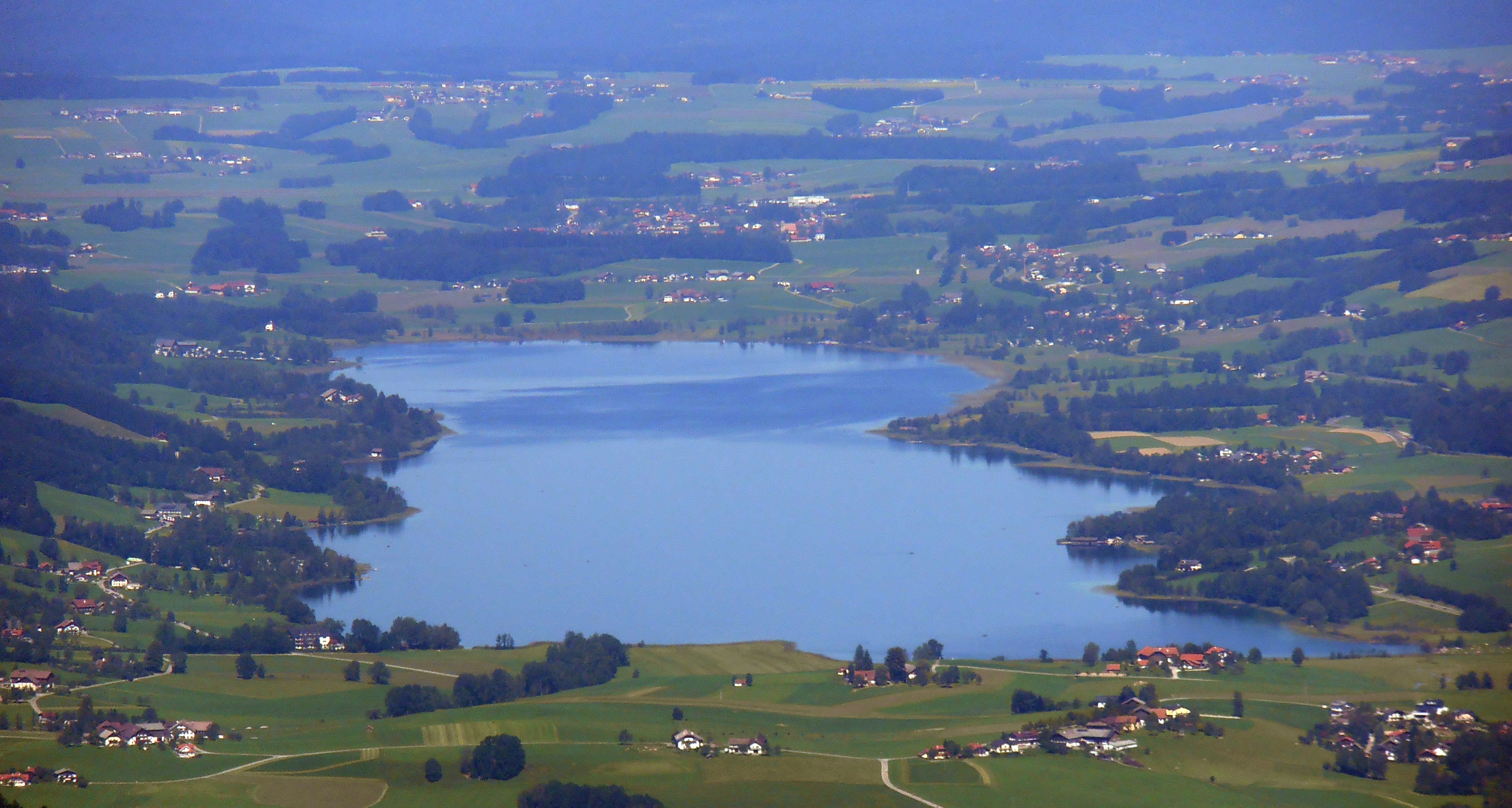
Blick vom Schober über den Irrsee, dahinter der Rücken Watzlberg–Hochfeld, die alte Endmoräne des Traungletschers (das dunkle am oberen Bildrand sind die Waldungen des Kobernaußerwaldes)

Der Höhenzug Hochfeld–Watzlberg ist ein mächtiger Endmoränenwall einer Zunge des Traungletschers, in der Riß-Kaltzeit (vor etwa 200.000 Jahren), nicht der erste Vorstoß dieser Zeit (nordöstlich liegen weitere Rißmoränenscharen), auch nicht der letzte (bei Außerroid–Bodenberg unterhalb liegt eine weitere Randmoräne). Dieser Wall wurde aber an die 100 Meter hoch aufgetürmt und überragt damit noch die nördlich liegenden Endmoränen des eigentlich mächtigeren Mindel-Gletschers (etwa 400.000 Jahre alt) am Krenwald und Kobernaußerwaldfuß. Die letzte Eiszeit, die Würm, drang nurmehr bis Oberhofen vor.

## Geschichte
Durch diese Gegend verlief die wichtige Römerstraße Ovilava–Juvavum (Wels–Salzburg), und nördlich ist schon um 748 das Nezzeltal urkundlich. Die Passhöhe hieß wohl ursprünglich nach dem Nachbarort Eck, wie das Ecker Holz zeigt – eck ist ein typischer alter Passname – und dass die Ortslage zur Ortschaft des östlich liegenden Voglhub gehört.
Hier war seit alters her das Dreiländereck Erzstift Salzburg – Herzogtum Baiern – Herzogtum Österreich, eine umstrittene Gegend.
1667 erscheint hier Perntal, ein Gehöft, das direkt bei der Eisenbahn an der heutigen Landesgrenze (oberösterreichischerseits) am Weinbach lag, um 1830 noch als Perntaller verzeichnet ist und dann aufgegeben wurde. 1787 kam das Innviertel von Bayern an Österreich, und damit auch das Mattigtal. Zu der Zeit gehörten der Pernthaller und auch Aigelsbrunn westlich zum Forstgericht Höhnhart, einer Sondergerichtsbarkeit des ehemals bairischen Landgerichts Friedburg, direkt östlich vom Perthaller begann das altösterreichische Landgericht Frankenmarkt, das Gehöft Rinthall (1830 Rinnerthaller, Hnr. 10) gehörte aber schon zum Salzburgischen Landgericht am Höchfeld in Straßwalchen.
Um 1830 sind hier – westwärts genannt – weiters die Höfe Edebauer (Hnr. 12/13) Grabner (Hnr. 14) und Wim (Hnr. 16/17) verzeichnet. Eingarten ist seinerzeit der Flurname der Hainbachquellwiesen, als Ortsname erscheint er erst im 20. Jahrhundert. Der Name Ederbauer ist auf den kleinen Weiler auf der anderen Seite des Ecker Holzes übergegangen.
Mit der Eröffnung der Kaiserin Elisabeth-Bahn (Westbahn) wurde 1861 hier die Haltestelle Ederbauer errichtet. Sie heißt nach dem Bauern, der seine Gründe zur Verfügung stellte. 19. September 1973 ereignete sich ein schweres Zugunglück, ein Güterzug fuhr auf einen abgestellten Postzug auf. 1979 wollte die ÖBB den Haltepunkt auf Wasserscheide umbenennen, doch die Erben beriefen sich auf alte Verträge. Per 23. Dezember 2010 wurde die Haltestelle stillgelegt. Richtung Wien ist der nächste Station die Haltestelle Pöndorf, Richtung Salzburg die Haltestelle Oberhofen-Zell am Moos.